# Zanthoxylum beecheyanum
Zanthoxylum beecheyanum är en vinruteväxtart som beskrevs av Karl Heinrich Koch. Zanthoxylum beecheyanum ingår i släktet Zanthoxylum och familjen vinruteväxter. Inga underarter finns listade i Catalogue of Life.